# Jane Henson
Jane Ann Henson (geboortenaam Nebel; New York, 16 juni 1934 – Greenwich (Connecticut), 2 april 2013) was een Amerikaans poppenspeelster. Ze was de echtgenote van Muppet-bedenker Jim Henson.

## Biografie
Jane Ann Nebel groeide op in New York. Zij en Jim Henson ontmoetten elkaar tijdens lessen poppenspel op de Universiteit van Maryland te College Park. Henson vroeg haar om mee te werken aan zijn ophanden zijnde poppenprogramma Sam and Friends, waaraan zij samen werkten gedurende zijn gehele loop van 1955 tot en met 1961. Hoewel ze geen relatie hadden toen het populaire televisieprogramma begon, kregen de twee geleidelijk aan gevoelens voor elkaar en ze trouwden in 1959. Lisa, hun eerste kind, werd een jaar later geboren, gevolgd door vier andere: Cheryl (1961), Brian (1962), John (1965-2014) en Heather (1970).
Nadat Jane minder ging werken om zich op het opvoeden van de kinderen te storten, huurde Jim nieuwe poppenspelers in om haar plaats te vervangen, namelijk Frank Oz en Jerry Juhl. Ze hielp mee met Oz aanleren om de mond van een pop synchroon te bewegen met zijn stem. In de jaren daarna werkte ze op kleine schaal mee aan Sesamstraat en The Muppet Show.
Jane was degene die Steve Whitmires eerste auditie afnam in een restaurant in diens woonplaats Atlanta. Ze vond zijn poppenspel niet uitmuntend, maar liet hem naar New York komen voor een tweede auditie omdat hij zo goed met kinderen overweg kon met gebruikmaking van zijn poppen. Whitmire werd uiteindelijk de speler van Jim Hensons belangrijkste personage Kermit de Kikker.
In 1992, twee jaar na Jim Hensons dood, richtte Jane de Jim Henson Legacy op om het werk van haar man te behouden en voort te zetten. Daarnaast zat zij in het bestuur van de Jim Henson Foundation en het American Center for Children's Television.
In april 2013 overleed Jane Henson op 78-jarige leeftijd aan kanker.